# Wichita Falls and Northwestern Railway
La Wichita Falls and Northwestern Railway fu tra le numerose linee ferroviarie a corto raggio che nella prima metà del XX secolo si estendevano come i raggi di una ruota dal centro di Wichita Falls, Texas. I suoi principali proprietari erano gli imprenditori Joseph A. Kemp e suo cognato, Frank Kell.

## Panoramica
La Wichita Falls and Northwestern Railway Company fu istituita con l'intento di collegare Wichita Falls con Englewood nella contea di Clark, nel centro-sud del Kansas, lungo il confine dell'Oklahoma. Nel 1906, la Wichita Falls and Northwestern Railway Company of Texas fu istituita per costruire il tratto di percorso lungo 17 miglia da Wichita Falls, situata lungo il fiume Wichita, a nord del Red River, al confine tra il Texas e l'Oklahoma. All'incirca nello stesso periodo, la Wichita Falls and Northwestern Railway Company fu istituita nel tranquillo Territorio dell'Oklahoma. Questa parte del percorso non raggiunse mai il Kansas ma diverse comunità dell'Oklahoma, Frederick nella contea di Tillman e Altus nella contea di Jackson, entrambe nella parte sud-occidentale dello stato, a Elk City nella contea di Beckham nell'Oklahoma occidentale e Forgan nella contea di Beaver nell'Oklahoma Panhandle. C'era anche un ramo da Altus a Wellington nella contea di Collingsworth, nel Texas.

## Acquisizione da parte della Missouri-Kansas-Texas
Sia la WF&NW che la WF&NW of Texas, società tecnicamente separate, avevano sede a Wichita Falls. Il capitale per la WF&NW of Texas era di $20.000; il suo primo consiglio direttivo comprendeva William C. Fordyce, L. S. Mitchell e Jay H. Smith, tutti di St. Louis, Missouri, e Robert E. Huff, Wiley Blair e Kemp e Kell, tutti provenienti da Wichita Falls. Il servizio a Wellington iniziò nel 1910. Due anni dopo il percorso raggiunse Forgan. L'intero percorso si estendeva poco meno di 360 miglia e, come previsto dai suoi fondatori, facilitò gli affari nell'area di servizio generale. Con la crescita del commercio, la Wichita Falls and Northwestern fu ricercata dalla grande Missouri-Kansas-Texas Railroad, nota come Katy. Nel 1911, la Katy acquisì il capitale sociale e le linee costituenti sia della WF&NW che della WF&NW of Texas.
Nel 1914, la WF&NW of Texas e la Wichita Falls and Wellington Railway Company of Texas furono affittate alla Missouri, Kansas and Texas Railway Company of Texas. Tuttavia, la WF&NW continuò a essere gestita come entità separata fino al 1923, quando fu acquistata dalla Katy. La WF&NW of Texas separata fu fusa nel 1968. La rotta di Wichita Falls servì il boom del petrolio iniziato nel 1918 a Burkburnett nella parte settentrionale della contea di Wichita, nel Texas. Nel 1958, il collegamento di Wellington fu abbandonato a causa del declino delle condizioni finanziarie della Katy, una situazione causata principalmente dai cambiamenti nei trasporti, con la crescente popolarità delle automobili e l'uso di autobus come sostituto per i viaggi in treno e l'uso di camion per il trasporto di merci per lunghe distanze. Parte della linea di Wellington verso l'est sopravvisse per un periodo successivo come una linea breve indipendente conosciuta come Hollis and Eastern Railroad.
Nel 1973, tutto il tracciato tra Forgan e Altus fu abbandonato. Le settantasette miglia rimanenti da Wichita Falls ad Altus furono gestite dalla Katy e dal suo successore fino al 14 gennaio 1991, quando la Wichita, Tillman and Jackson Railway, che prese il nome dalle tre contee attraverso le quali passava, assorbirono la restante linea.